# Attic Records (Canadà)
Attic Records va ser una discogràfica independent canadenca fundada l'any 1974 per Alexander Mair i Tom Williams. Attic Records va deixar d'existir com una companyia independent l'any 1999, quan va ser ajuntada amb TMP (The Music Publisher) i Oasis Entertainment Distribution per formar Song Corporation.

## Artistes
- Lee Aaron
- Annihilator
- The Bop Cats
- Creed
- Downchild Blues Band
- Shirley Eikhard
- Fludd
- The Frantics
- BB Gabor
- Patsy Gallant
- Goddo
- Hagood Hardy
- Haywire
- The Irish Rovers
- The Knuckleheads
- The Lincolns
- Maestro Fresh Wes
- Bob & Doug McKenzie
- The Nylons
- Rush
- Teenage Head
- Triumph
- Weird Al Yankovic
- Jesse Winchester
- Bob & Doug McKenzie